# 瀛州 (北魏)
瀛州，中国南北朝时设置的州。
北魏太和十一年（487年）析定、冀两州地置，治所在赵都军城（隋置河间县，即今河北河间市）。唐朝时，辖境相当今河北省博野、肃宁、高阳、蠡县、献县、河间、大城等市县地。唐朝时，筑有长丰等渠，通漕溉田。五代时为石敬瑭割让契丹的十六州之一，后为周世宗所恢复。北宋大观二年（1108年）升为河间府。

## 行政区划
| 隋代行政区划变遷 | 隋代行政区划变遷          | 隋代行政区划变遷     | 隋代行政区划变遷     | 隋代行政区划变遷 | 隋代行政区划变遷 | 隋代行政区划变遷 | 隋代行政区划变遷                                                                         |
| 区划             | 開皇元年                  | 開皇元年             | 開皇元年             | 開皇元年         | 開皇元年         | 区划             | 大業3年                                                                                  |
| ---------------- | ------------------------- | -------------------- | -------------------- | ---------------- | ---------------- | ---------------- | ---------------------------------------------------------------------------------------- |
| 州               | 瀛州                      | 瀛州                 | 瀛州                 | 瀛州             | 定州             | 郡               | 河間郡                                                                                   |
| 郡               | 河間郡                    | 高陽郡               | 章武郡               | 漳河郡           | 博陵郡           | 县               | 河間县 乐寿县 鄚县 高陽县 博野县 清苑县 平舒县 景城县 文安县 長蘆县 饒陽县 束城县 魯城县 |
| 县               | 武垣县 乐城县 鄚县 任丘县 | 高陽县 博野县 永寧县 | 平舒县 成平县 文安县 | 長蘆县           | 饒陽县           | 县               | 河間县 乐寿县 鄚县 高陽县 博野县 清苑县 平舒县 景城县 文安县 長蘆县 饒陽县 束城县 魯城县 |

| 唐朝瀛州辖县 | 唐朝瀛州辖县 |
| ------------ | --- |
| 618年        | 河间县、乐寿县、清苑县、博野县、高阳县、鄚县、文安县、平舒县、束城县、景城县、长芦县、鲁城县（饶阳县改属深州）             |
| 621年        | 河间县、乐寿县、文安县、束城县、景城县（新设丰利县，高阳县、鄚县、博野县、清苑县改属蒲州，平舒县、长芦县、鲁城县改属景州） |
| 622年        | 河间县、乐寿县、文安县、束城县、景城县、丰利县（新设武垣县，任丘县来属）                                                   |
| 627年        | 河间县、乐寿县、文安县、束城县、任丘县（高阳县、鄚县、平舒县、博野县、清苑县来属，废除丰利县、武垣县，景城县改属沧州）     |
| 692年        | 河间县、乐寿县、文安县、束城县、任丘县、高阳县、鄚县、平舒县、博野县、清苑县（新设武昌县）                                 |
| 705年        | 河间县、乐寿县、文安县、束城县、任丘县、高阳县、鄚县、平舒县、博野县、清苑县、武昌县（改为唐兴县）                         |
| 711年        | 河间县、乐寿县、束城县、高阳县、平舒县、博野县（鄚县、文安县、任丘县、唐兴县、清苑县改属鄚州）                             |
| 765年        | 河间县、束城县、高阳县、平舒县（乐寿县、博野县改属深州）                                                                   |
| 772年        | 河间县、束城县、高阳县、平舒县（景城县来属）                                                                               |
| 775年        | 河间县、束城县、高阳县、平舒县（景城县改属沧州）                                                                           |
| 815年        | 河间县、束城县、高阳县、平舒县（乐寿县、博野县来属）                                                                       |
| 850年        | 河间县、束城县、高阳县、平舒县、乐寿县、博野县（景城县来属）                                                               |
| 893年        | 河间县、束城县、高阳县、平舒县、景城县（乐寿县、博野县改属深州）                                                           |

## 刺史
北魏瀛州刺史
- 王质（477年—498年）
- 张库（499年）
- 郭祚（500年—502年）
- 李坚（503年—508年）
- 裴植（508年—511年）
- 萧宝寅（512年—515年）
- 夏侯道迁（515年—516年）
- 宇文福（516年—517年）
- 封回（518年—519年）
- 王温（519年—521年）
- 崔暹（522年—524年）
- 张烈（525年）
- 毕祖朽（526年—527年）
- 元宁（527年—528年）
- 卢文伟（530年）
- 刁整（531年）
- 尧杰（531年）
- 尧雄（532年—534年）
- 郭琼（534年）

隋朝瀛州刺史
- 杨尚希（583年—584年）
- 侯莫陈颖（开皇末年）
- 来护儿（603年）
- 明深（隋时）
- 杨峻（隋时）
- 赵文举（隋时）
- 河间郡太守（607年—618年）

唐朝瀛州刺史
- 卢士睿（621年）
- 马匡武（622年）
- 双子符（武德年间）
- 程娄（武德年间）
- 卢祖尚（628年）
- 杜楚客（634年）
- 党仁弘（贞观年间）
- 阳璩（贞观年间）
- 杨峻（贞观年间）
- 朱潭（647年）
- 贾敦颐（649年—651年）
- 窦孝慈（671年）
- 温无隐（唐高宗时）
- 于士俊（唐高宗时）
- 裴基（唐高宗时）
- 封言道（677年）
- 屈突诠（683年—685年）
- 叔孙文怀（武周时）
- 卢弘怿（武周时）
- 武重规（696年）
- 刘翁勃（武周时）
- 独孤思庄（武周时）
- 林玄泰（武周时）
- 马某（武周时）
- 杨思齐（武周、唐中宗时）
- 权龙襄（神龙年间）
- 屈突仲翔（神龙年间）
- 李澄（开元初年）
- 桓臣范（718年—719年）
- 李袆（724年）
- 高惩（728年）
- 李畅（728年—730年）
- 卢晖（737年—738年）
- 张烈（开元年间）
- 河间郡太守（742年—757年）
- 杨思齐（唐肃宗时）
- 张嵲（大历年间）
- 吴希光（775年）
- 张懿（大历年间）
- 刘澭（787年—794年）
- 刘总（810年）
- 东武公（811年）
- 侯绍宗（元和年间）
- 高栖鸾（元和年间）
- 刘令璆（元和末年）
- 卢士玫（821年）
- 李振（828年）
- 李行琮（838年—839年）
- 史再荣（840年）
- 乐文谅（唐文宗、唐武宗时）
- 赵从一（856年前—868年前）
- 乐邦穗（871年）
- 阎好问（咸通年间）
- 王敬柔（唐末）
- 廉方实
- 裴子仪

北宋知瀛州
- 张藏英（960年—962年）
- 李汉超（962年—976年）
- 马仁瑀（976年—982年）
- 陆万友（984年—985年）
- 尹宪（986年—989年）
- 安守忠（990年—991年）
- 杨赞
- 张禹珪
- 荆嗣（1000年）
- 刘用（1001年）
- 上官正（1001年）
- 慕容德丰（1002年）
- 李延渥（1003年—1005年）
- 李允则（1005年—1006年）
- 李继宣（1006年—1010年）
- 高继勋（1011年）
- 张禹珪（1017年）
- 冯守信（1018年—1019年）
- 张昭远（1020年）
- 高继勋（1022年）
- 张昭远（1024年—1026年）
- 高继勋（1026年—1028年）
- 魏正（1028年—1029年）
- 张纶（1030年）
- 李昭亮
- 张亢（1037年—1039年）
- 张茂实
- 杜惟序
- 王拱辰（1048年—1049年）
- 程戡（1049年—1052年）
- 包拯（1052年—1053年）
- 吕公弼（1053年—1054年）
- 陈升之（1054年—1056年）
- 韩贽（1056年—1058年）
- 王贽（1058年—1061年）
- 彭思永（1061年—1063年）
- 唐介（1063年—1064年）
- 马仲甫（1064年）
- 李参（1064年）
- 吴中复（1064年—1066年）
- 李肃之（1066年—1069年）
- 张焘（1069年—1071年）
- 孙永（1071年—1073年）
- 韩缜（1073年—1074年）
- 李师中（1074年）
- 刘瑾（1074年—1075年）
- 张景宪（1075年—1078年）
- 王克臣（1078年—1080年）
- 蔡延庆（1080年）
- 韩忠彦（1080年—1082年）
- 蔡延庆（1082年—1083年）
- 谢景温（1083年—1086年）
- 吕公孺（1086年—1087年）
- 李之纯（1087年）
- 蔡京（1087年—1089年）
- 张颉（1089年—1090年）
- 钱勰（1090年—1091年）
- 蒋之奇（1091年—1092年）
- 曾布（1092年—1093年）
- 曾肇（1093年—1094年）
- 李南公（1094年—1095年）
- 韩宗道（1095年—1096年）
- 路昌衡（1096年—1097年）
- 虞策（1097年—1098年）
- 盛陶（1098年—1099年）
- 陆师闵（1099年）
- 孙览（1099年）
- 孙路（1099年—1100年）
- 范镗（1100年）
- 李琮（1100年—1101年）
- 吕希纯（1101年）
- 叶祖洽（1101年）
- 邵䶵（1101年—1102年）
- 黄寔（1102年）
- 胡宗师（1102年—1103年）
- 王汉之（1103年—1104年）
- 钟传（1104年）
- 张近（1104年—1108年），后改为知河间府